# Måsgallblomfluga
Måsgallblomfluga (Heringia larusi) är en tvåvingeart som beskrevs av Ante Vujic 1999. Måsgallblomfluga ingår i släktet gallblomflugor, och familjen blomflugor.
Artens utbredningsområde är Serbien. Arten är reproducerande i Sverige. Inga underarter finns listade i Catalogue of Life.